# Paracytheridae
Paracytheridae is een familie van kreeftachtigen uit de klasse van de Ostracoda (mosselkreeftjes).

## Geslacht
- Nunana McKenzie, Reyment & Reyment, 1993 †